# Pseudoderomecus
Pseudoderomecus là một chi bọ cánh cứng trong họ 
Elateridae.
Chi này được miêu tả khoa học năm 1907 bởi Fleutiaux.

## Các loài
Chi này gồm các loài:
- Pseudoderomecus fairmairei (Candèze, 1878)